# 小田島春樹
小田島 春樹（おだじま はるき、1985年 - ）は、日本の実業家。北海道函館市出身。

## 人物
日本大学商学部でマーケティングと会計学を専攻。大学卒業後、大手通信企業に入社、組織人事や新規事業・営業企画に従事する。
2012年、妻の実家が営む三重県伊勢市の老舗飲食店「有限会社ゑびや」に入社。店長、専務取締役を経て、2017年、代表取締役社長に就任。ビッグデータの活用による来客予測や、AI、IoT等のIT技術を積極的に導入し、経営革新を進める。
2016年、三重大学大学院 地域イノベーション学研究科に進学、地域の課題解決に関する研究に取り組む。2018年、同研究の社会実装のため、サービス業向けデータ解析サービスプロダクトを手掛ける株式会社EBILABを設立。2022年、学位論文『観光地に立地する中小飲食店のプロセス・イノベーションに関する事例研究―ビッグデータの活用を中心に―』で博士（学術）の学位を取得。

### 受賞歴[6]
- 2019年 船井財団グレートカンパニーアワード2019「ユニークビジネスモデル賞」受賞
- 2020年 第3回日本サービス大賞「地方創生大臣賞」受賞
- 2023年 KANSAI DX AWARD 2023「第1回グランプリ」受賞

他多数

## 事業

### TOUCH POINT BI
EBILABが提供する店舗経営支援ツール「TOUCH POINT BI」は、2022年時点で200社以上の企業への導入事例を数える。来客予測においては、400種類のデータを元に取捨選択と重み付けを行い、90%以上の予測精度を実現可能とする。
2023年10月、本サービスをはじめとするDX推進の先進的取り組みにより、有限会社ゑびやが「KANSAI DX AWARD 2023」の第1回グランプリを受賞。

## エピソード
- サラリーマン経営者であった祖父や、投資を行っていた祖母の影響を受け、幼少期から商売好きな子供だった[10]。
- 2012年にゑびやに入社した小田島は、伊勢神宮の式年遷宮が翌年に控えていることに着目し、テレビ局とのリレーションを築いて積極的に取材を受け入れ、店内をロケ用にエリア分けしたり、メディア用の駐車スペースや機材搬入口を設けるなどの工夫を行った。こうした改革が、同店がメディアに注目される切っ掛けとなったという[11]。
- 小田島の入社以前のゑびやは、アルバイト・パート従業員を含めて40名ほどのローカル企業であり、「経験と勘」に頼った経営ゆえに、人件費や提供時間など多くの部分に課題を抱えていた。そこで、小田島はデータ分析による経営革新に着手し、来客予測に基づく効率的な人員配置など、「脱“何となく”経営」への転換を進めていった。その結果、料理の提供時間は3分の1にまで短縮され、クレームの減少によって従業員の精神的負担も減り、売上は4倍、利益率は10倍以上となり[8]、従業員の平均給与も5万円増となったという[12]。

## 著書
- 『仕事を減らせ。 限られた「人・モノ・金・時間」を最大化する戦略書』かんき出版、2025年、ISBN 978-4761278021